# Regione di Béré
La regione di Béré è una delle 31 regioni della Costa d'Avorio. Situata nel distretto di Woroba, ha per capoluogo la città di Mankono ed è suddivisa  in tre dipartimenti: Dianra, Kounahiri e Mankono.
La popolazione censita nel 2014 era pari a 389.758 abitanti.